# Solomon Joseph Solomon
Solomon Joseph Solomon (* 16. September 1860 in London; † 27. Juli 1927 in Birchington-on-Sea, Kent) war ein englischer  Maler. 

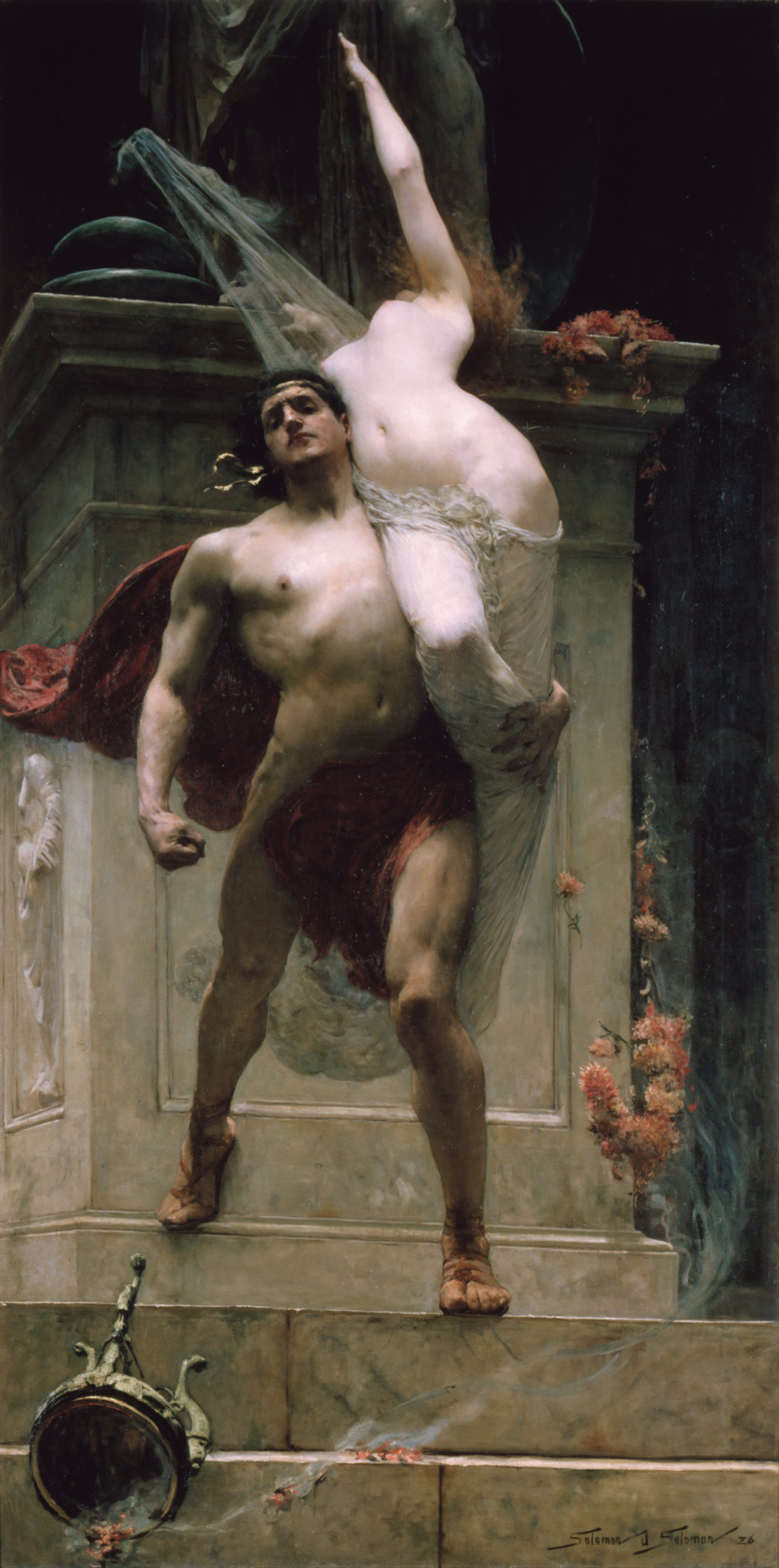
Ajax und Kassandra von Solomon J. Solomon.

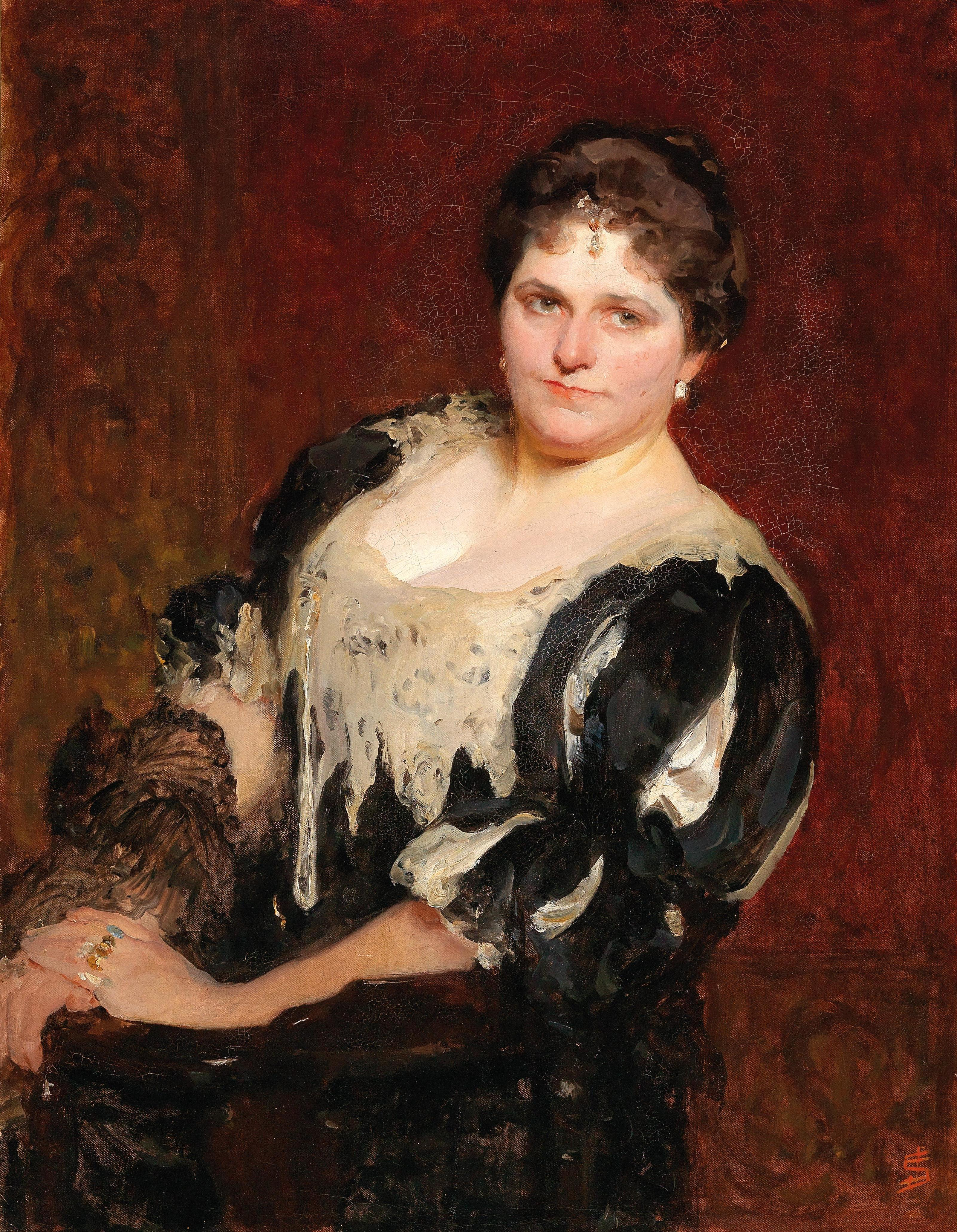
Porträt der Opernsängerin Blanche Marchesi von Solomon Joseph Solomon

## Leben
Solomon stammte aus einer alteingesessenen Familie. Seine Schwester Lilly wurde ebenfalls als Malerin bekannt; der Schriftsteller Moss Hart war sein Neffe. 
Solomon studierte an mehreren Schulen and Akademien: Heatherley School of Fine Art, Royal Academy of Arts, Münchener Kunstakademie und der École des Beaux-Arts. Durch seine Lehrer an der École des Beaux-Arts allen voran Alexandre Cabanel - wurde er ab dem Frühjahr 1881 regelmäßig zu den großen Ausstellungen des Salon de Paris eingeladen. 
1896 nahm ihn die Royal Academy of Arts als „associate“ auf und zehn Jahre später bot sie ihm die Mitgliedschaft an, die er auch annahm. 1886 war Solomon maßgeblich an der Gründung des New English Art Club beteiligt. 1919 berief ihn die Royal Society of British Artists zu ihrem Präsidenten und Solomon hatte dieses Amt mehrere Jahre inne.

## Rezeption
Solomon zählt zu den Präraffaeliten. Nach eigenem Bekunden wurde er durch Alexandre Cabanel, Frederick Leighton und Lawrence Alma-Tadema beeinflusst. 
Waren es am Anfang seines künstlerischen Wirkens noch historisch inspirierte Sujets, hatte er sich spätestens 1894 mit dem Porträt der Schauspielerin Mrs. Patrick Campbell einen Namen als Porträtist gemacht.

## Werke (Auswahl)
- Ajax and Cassandra. 1896.
- Samson and Delilah. 1897.
- The Birth of Love. 1896.
- Porträt von Aston Webb.
- Porträt von Georg V.
- Porträt von Queen Mary.
- Mrs. Patrick Campbell. 1894.

## Schriften
- The Practice of oil painting and of drawing as associated with it. 1911. Neuauflage Seeley Press, London 1924.